# Aleksander (święty)
Aleksander (zm. 165 w Rzymie) – męczennik, syn św. Felicyty, święty chrześcijański.
Żył w II w. Syn św. Felicyty. Zginął śmiercią męczeńską około 165 roku w Rzymie, wraz z matką i sześcioma braćmi. Według tradycji został żywcem spalony w piecu. Wspomnienie liturgiczne świętego przypada 10 lipca.
W ikonografii przedstawiany jest w tunice, niekiedy w braćmi i matką. Jego atrybuty to palma męczeństwa i rozpalony piec nawiązujący do zadanej mu śmierci.